# Jean-Baptiste de Faudran
Jean-Baptiste de Faudran est un peintre français marseillais né en 1611 et mort en 1669.
Sa naissance dans une vieille famille de noblesse provençale n'a pas facilité sa carrière de peintre[pourquoi ?].

## Biographie
Il est signalé dans le livre d'Hilaire Pader Songe énigmatique sur la peinture universelle sous le forme Mr. Fodran, Gentil-homme Marseillois.
Il est cité dans l’Almanach historique de Marseille, de Jean-Baptiste Grosson qui décrit des tableaux de Faudran existant à cette époque, en 1772, à Marseille.
Les Archives de l'Art français ont publié dans le tome 6 une lettre adressée par Madame de Scudéry à Faudran. Le tableau que cite Madame de Scudéry dans cette lettre date probablement de 1646, probablement en rapport avec le tableau de Faudran évoqué dans le Cabinet de Mr de Scudéry.

## Œuvre
Il a dû limiter le niveau visible de ses productions à la commande officielle. On ne connaît que cinq tableaux de lui.
- La Visitation (retable et d'un tableau 1643), église Notre-Dame-de-l'Assomption de Lambesc
- Adoration des mages, huile sur toile, musée des beaux-arts de Marseille
- La Vision de saint Benoît, église Saint-Cannat, Marseille
- L'Apothéose de Marseille (1655 pour la salle du conseil des échevins), huile sur toile, 146 × 163 cm, musée des beaux-arts de Marseille[4]